# Carlo Antonio Casnedi
Carlo Antonio Casnedi (Milano, 5 maggio 1643 – Badajoz, 11 maggio 1725) è stato un teologo e gesuita italiano, sostenitore del probabilismo.

## Biografia
Nato a Milano da Francesco Maria, futuro senatore, e Caterina Rumi, Carlo Antonio Casnedi entrò nel noviziato della Compagnia di Gesù a Novellara (Reggio Emilia).
Studiò presso il Collegio Romano e divenne poi professore di umanità e di teologia a Milano, presso il Collegio di Brera.
Negli anni Ottanta del Seicento fu confessore del governatore di Milano Juan Tomás Enriquez de Cabrera.
Quando nel 1686 de Cabrera tornò a Madrid, Casnedi lo seguì, rimanendogli sempre fedele, mentre De Cabrera divenne un uomo chiave nella vita politica spagnola di fine secolo, ereditando dal padre il titolo di almirante de Castilla e svolgendo per alcuni anni, durante il regno di Carlo II, il ruolo di valido.
Durante la guerra di successione spagnola de Cabrera fuggì a Lisbona per organizzare la resistenza antiborbonica e Casnedi lo seguì nonostante il divieto del Generale della Compagnia, Tirso González de Santalla, che minacciò anche di scomunicarlo.
Giunto a Lisbona ricevette la protezione del re portoghese, e durante il generalato di Michelangelo Tamburini fu riabilitato all'interno della Compagnia e ricoprì a Lisbona il ruolo di visitatore e di vice-provinciale.
Fu esecutore testamentario dell'enorme fortuna che De Cabrera aveva lasciato alla Compagnia di Gesù, e si occupò delle delicate polemiche dei riti cinesi, che in quegli anni mettevano in difficoltà la presenza della Compagnia in Cina.
Caduto in disgrazia presso il re portoghese, fu espulso dal Portogallo e morì ottantenne in Spagna, a Badajoz.

## LaCrisis theologica
Negli ultimi anni del XVII secolo, Casnedi si dedicò alla stesura di una poderosa opera di teologia, la Crisis Theologica, che fu stampata solo più tardi a Lisbona (1711-1719).
Si trattava di un testo in difesa del probabilismo, il sistema di teologia morale più diffuso all'interno della Compagnia, che in quegli anni era messo in discussione dallo stesso Generale dell'ordine, che lo considerava troppo pericoloso per le possibili derive lassiste.
Questa posizione del Generale causò una vera e propria frattura all'interno dell'ordine, che si ridimensionò dopo la morte di González ma non fu mai definitivamente risolta.
Nel suo libro Casnedi vuole dimostrare l'origine antica del probabilismo, attraverso ampie citazioni dei Padri della Chiesa e di San Tommaso, mettendo così in luce la fedeltà di tale sistema alla tradizione della chiesa; nel I tomo egli difende l'autorità del pontefice e l'infallibilità dei suoi pronunciamenti.
Il libro fu violentemente attaccato nel XVIII secolo dai rigoristi italiani (Ballerini, Migliorini, Daniele Concina, Patuzzi), e dalla pubblicistica antigesuitica francese.